# Kristian Ystaas
Kristian Ystaas (Arendal, 18 febbraio 1982) è un ex calciatore norvegese, di ruolo attaccante.

## Carriera

### Club
Ystaas iniziò la carriera con la maglia del Sogndal. Con questa squadra, debuttò nella Tippeligaen in data 16 aprile 2001, subentrando a Kurt Mørkøre nella sconfitta per 3-0 contro l'Odd Grenland. Il 24 giugno, Ystaas realizzò la prima rete nella massima divisione norvegese, nel successo per 5-1 sullo Strømsgodset (l'attaccante siglò poi una doppietta). Nel 2004, fu ingaggiato dal Brann: esordì per il nuovo club il 2 maggio, sostituendo Helge Haugen nel pareggio per 1-1 contro l'Odd Grenland. La prima rete con questa maglia arrivò il 5 maggio, nel 9-0 inflitto all'Åkra nell'edizione stagionale della Coppa di Norvegia. La prima rete in campionato arrivò il 16 maggio, nella vittoria per 2-0 sullo HamKam.
Non riuscì però a trovare spazio e fu prestato, nel 2005, al Sogndal. Rientrato al Brann, la situazione per lui non cambiò: soffrì la concorrenza di Bengt Sæternes, Robbie Winters, Charlie Miller e Migen Memelli per un posto da titolare. Così, lasciò definitivamente la squadra al termine del campionato 2006. Firmò allora per il Notodden, all'epoca allenato da Jan Halvor Halvorsen (sua guida al Sogndal).
Giocò il primo incontro in squadra, in Adeccoligaen, il 22 aprile 2007: sostituì Pål Christian Alsaker nella vittoria per 3-0 sul Løv-Ham. Segnò la prima rete nel 3-1 con cui il Notodden superò il Mandalskameratene.
Al termine del campionato 2011, lasciò il Notodden per il Sola.

### Nazionale
Ystaas giocò 25 partite per la Norvegia under 21, con 6 reti all'attivo. Esordì 16 aprile 2002, giocando nella sconfitta per 2-1 contro la Svezia under 21. Segnò la prima rete nella sconfitta per 2-1 contro i Paesi Bassi under 21, in data 23 maggio 2002.

## Palmarès

### Club

#### Competizioni nazionali
- Coppa di Norvegia: 1

Brann: 2004